# Repräsentantenhaus von South Dakota

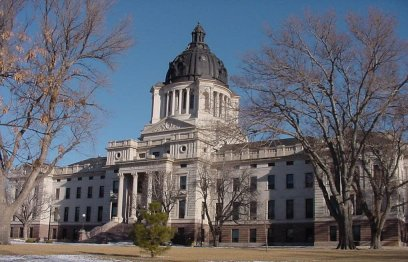
South Dakota State Capitol

Das Repräsentantenhaus von South Dakota (South Dakota House of Representatives) ist das Unterhaus der South Dakota State Legislature, der Legislative des US-Bundesstaates South Dakota.
Die Parlamentskammer setzt sich aus 70 Abgeordneten zusammen, wobei jeweils zwei Abgeordnete einen Wahldistrikt repräsentieren. Eine Besonderheit in South Dakota bilden zwei der 35 Legislativdistrikte und zwar die Distrikt 26 und 28. Jeder von diesen ist in zwei eigene Unterdistrikte unterteilt, d. h. Distrikt 26 in 26A und 26B, sowie Distrikt 28 in 28A und 28B. Jeweils ein Abgeordneter dieser Unterdistrikte wird für die Parlamentskammer gestellt.
Der Sitzungssaal des Repräsentantenhauses befindet sich gemeinsam mit dem Staatssenat im South Dakota State Capitol in der Hauptstadt Pierre.

## Struktur der Kammer
Vorsitzender des Repräsentantenhauses ist der Speaker of the House. Er wird zunächst von der Mehrheitsfraktion der Kammer gewählt, ehe die Bestätigung durch das gesamte Parlament folgt. Der Speaker ist auch für den Ablauf der Gesetzgebung verantwortlich und überwacht die Abstellungen in die verschiedenen Ausschüsse. Derzeitiger Speaker ist Hugh Bartels aus Watertown, Abgeordneter der Republikaner aus dem 5. Wahldistrikt. Im Gegensatz zu anderen Staaten existiert in South Dakota eine Konvention, die die Amtszeit eines Speakers auf eine einzige Amtszeit beschränkt.
Ferner wird ein Speaker Pro Tempore vom Repräsentantenhaus gewählt, der nur während der Abwesenheit des Speakers den Vorsitz über es hat. Er ist traditionsgemäß der Nachfolger des Speakers in der nächsten Parlamentskammer. Derzeitiger Speaker Pro Tempore ist der Republikaner Mike Stevens aus Yankton, 18. Wahldistrikt.
Weitere wichtige Amtsinhaber sind der Mehrheitsführer (Majority leader) und der Oppositionsführer (Minority leader), die von den jeweiligen Fraktionen gewählt werden. Der republikanische Mehrheitsfraktion wird momentan von Will Mortenson aus Pierre, 24. Wahldistrikt, angeführt, Minority leader der Demokraten ist Oren Lesmeister aus Parade, 28. Wahldistrikt (A).
Außerdem werden von jeder Partei eine Anzahl an Whips ausgewählt, um die Fraktionsführer (Floor Leaders) bei den entsprechenden Fraktionssitzungen zu unterstützen.

## Zusammensetzung nach der Wahl im Jahr 2022
| Partei | Partei                 | Abgeordnete |
| ------ | ---------------------- | ----------- |
|        | Republikanische Partei | 63          |
|        | Demokratische Partei   | 7           |
| Summe  | Summe                  | 70          |